# Belagerung von Dubrovnik

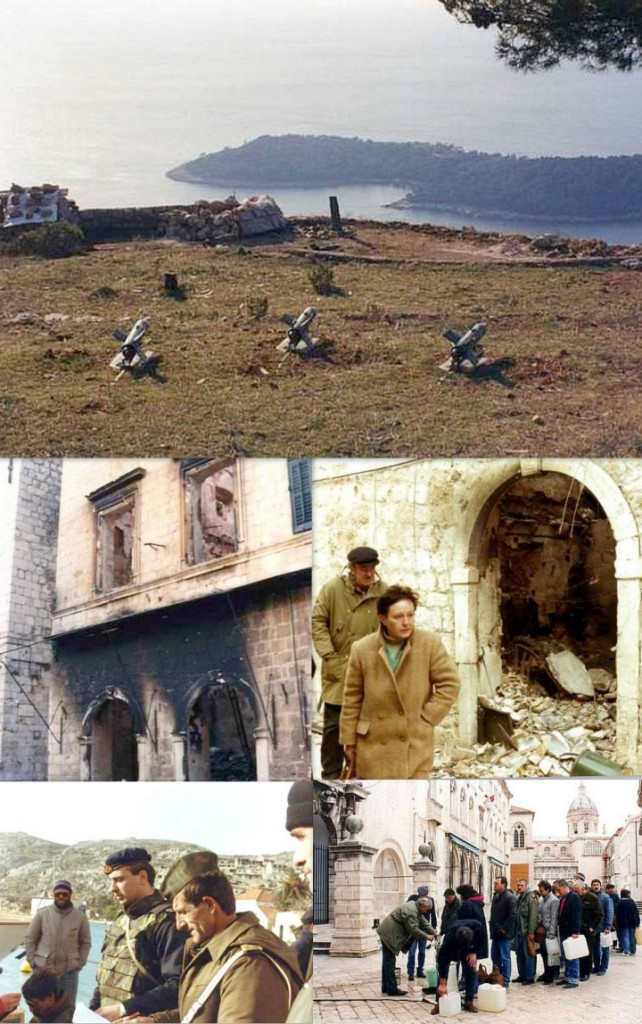
Collage von Fotografien zu der Zeit der Angriffe durch die jugoslawische Armee

Die Belagerung von Dubrovnik (kroatisch Opsada Dubrovnika) bezeichnet die Belagerung der bzw. die Schlacht um die Stadt Dubrovnik und ihrer Umgebung in der Anfangsphase des Kroatienkrieges. Die Angriffe wurden im Juni 1991 durch die Jugoslawische Volksarmee (JNA) begonnen und endeten neun Monate später im Jahr 1992 nach einer Gegenoffensive. Während der Belagerung wurden zahlreiche zivile Ziele bombardiert.

## Bevölkerungsstruktur vor dem Angriff
Der Volkszählung von 1991 zufolge lebten vor dem Angriff insgesamt 71.419 Menschen in der ehemaligen Großgemeinde Dubrovnik, davon 49.728 in der Stadt. 82,4 Prozent der Bewohner waren Kroaten, 6,8 Prozent Serben, 4 Prozent Bosniaken sowie Angehörige 20 weiterer ethnischer Gruppen.

## Vorgeschichte
Dubrovnik ist eine Stadt im äußersten Süden Kroatiens. Die Altstadt gehört zu den bedeutendsten touristischen Attraktionen des Landes und wurde 1979 von der UNESCO zum Weltkulturerbe ernannt. Zu Zeiten Jugoslawiens befanden sich weder in der Stadt noch in ihrer näheren Umgebung Stützpunkte der Jugoslawischen Volksarmee (JNA). Aus diesem Grund befanden sich 1991, als die Bevölkerung Kroatiens beim Referendum für die staatliche Unabhängigkeit abstimmte, keine Truppen der JNA in der Stadt. Die Verteidigung der Stadt war aufgrund der geografischen Lage problematisch, aufgrund der Nähe der Staatsgrenzen zu Bosnien und Herzegowina und Montenegro, als beide Staaten noch Bestandteil Jugoslawiens waren, womit sich Dubrovnik in isolierter Lage befand. Der südlichste Teil Kroatiens wurde vom übrigen Kroatien durch das Staatsgebiet Bosnien-Herzegowinas durch einen Korridor nahe Neum getrennt. Darüber hinaus ist das Gebiet nördlich der Stadt gebirgig und für militärische Operationen schwer zugänglich und schwer zu versorgen. Dies bedeutete, dass die Jugoslawische Volksarmee aus den benachbarten Teilrepubliken angreifen konnte und die kroatischen Verteidiger ausschließlich auf dem Seeweg versorgt werden konnten.

## Verlauf

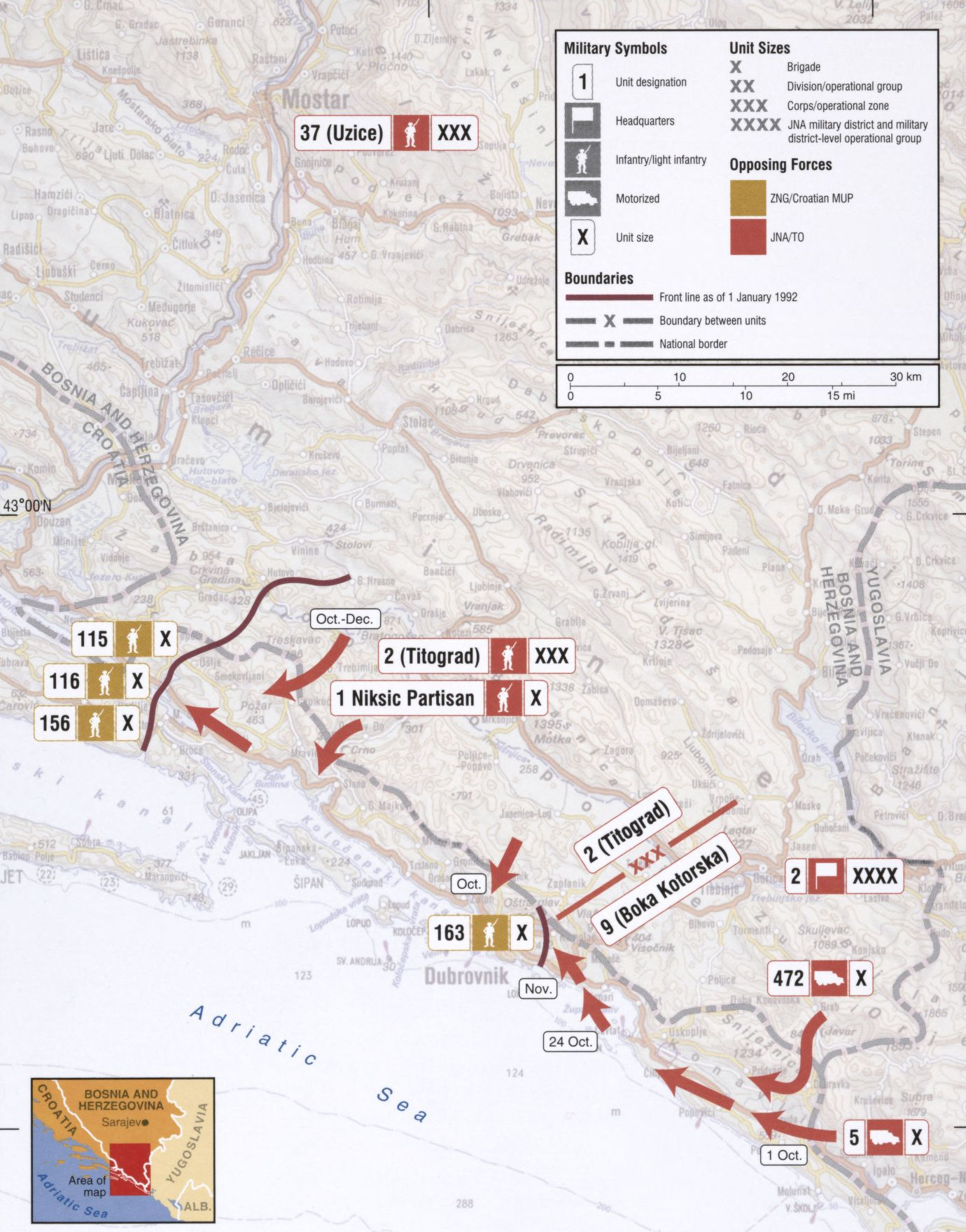
Angriffe der Jugoslawischen Volksarmee zum Einschluss der Stadt (Okt. 1991–Jan. 1992)

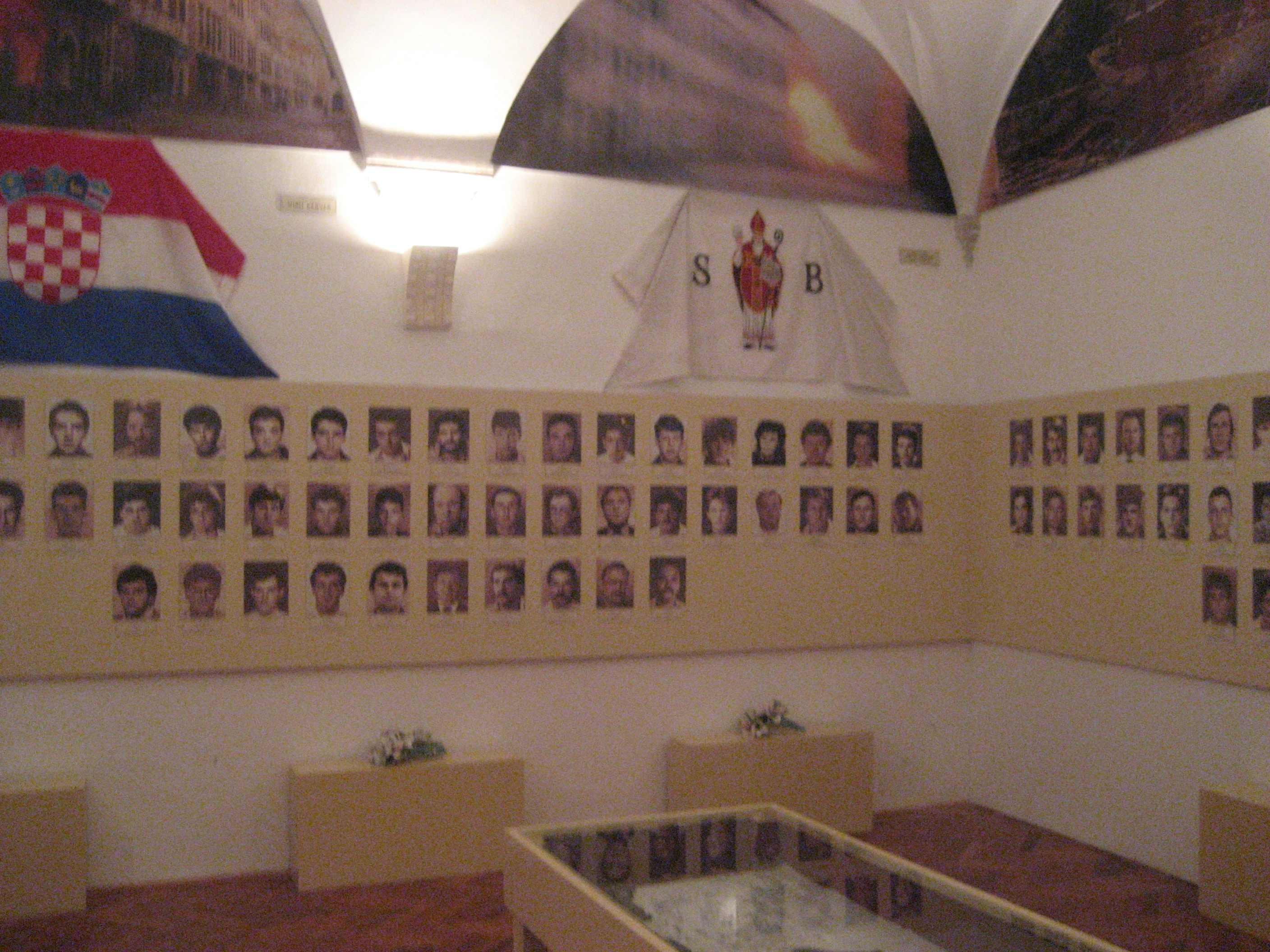
Gedenkraum für die gefallenen Verteidiger (Sponza-Palast, Dubrovnik)

Vor Beginn des Angriffes auf die Stadt hielten sich in ihr zusätzlich etwa 15.000 vertriebene Kroaten aus der südlich von Dubrovnik gelegenen Region Konavle auf.
7.500 bis 20.000 jugoslawische Soldaten, davon mit Abstand die meisten serbischer und montenegrinischer Herkunft, waren an der Offensive gegen Dubrovnik und der Besetzung des südlich der Stadt gelegenen Gebietes Konavle beteiligt. Oberkommandierende waren die Mitglieder des jugoslawischen Generalstabs unter dem Kommando von Veljko Kadijević, Blagoje Adžić und Slobodan Milošević.
Bei den Luft-, Artillerie- und Mörserangriffen wurde unter anderem der Sponzapalast, in dem sich das historische Archiv Dubrovniks befindet, das Dominikaner- und das Franziskanerkloster, eine der ältesten europäischen Synagogen, eine Moschee, eine serbisch-orthodoxe Kirche, der katholische Bischofssitz, die katholische Stadtkirche des Sv. Vlaho, die Stadtmauer und viele weitere historische Gebäude beschädigt. Auch Phosphorgranaten sollen von den jugoslawischen Streitkräften verwendet worden sein.
Am 1. Oktober 1991 wurden die Telefon-, Strom- und Wasserversorgung der Stadt gekappt. Von der Seeseite verhinderten jugoslawische Kriegsschiffe jeglichen Zugang zur Stadt. Die stärksten Kämpfe fanden am 6. Dezember 1991 statt. An jenem Tag feuerten jugoslawische Truppen rund 600 Granaten in die Altstadt. Die Angreifer versuchten, eine Massenflucht der Kroaten aus der Stadt zu erreichen, was jedoch nicht gelang.
Der wiederholte Versuch der JNA, unterstützt durch Freischärler, die oberhalb der Altstadt gelegene Anhöhe der ehemaligen Seilbahnstation zu besetzen, um den Belagerungsring um die Stadt auch in Richtung Norden und Westen komplett zu schließen, scheiterte.
Während der Herbstmonate konnte die Stadt dreimal von Fährschiffen der kroatischen Jadrolinija mit Hilfsgütern versorgt werden. Im Oktober erreichte der Libertas Konvoi ziviler Schiffe unter Führung der Fähre Slavija Dubrovnik, im November lieferte die Ilirija Hilfsgüter und im Dezember führte die Liburnija den Libertas 2 Konvoi an.
Die Stadt wurde bis 1992 belagert, bis die kroatischen Streitkräfte die Belagerung der Stadt durch einen Durchbruch des Belagerungsringes und eine Gegenoffensive aufhoben, die jugoslawischen Truppen hinter die anerkannten Grenzlinien zurückdrängten und diese somit außer Reichweite von Dubrovnik gerieten.

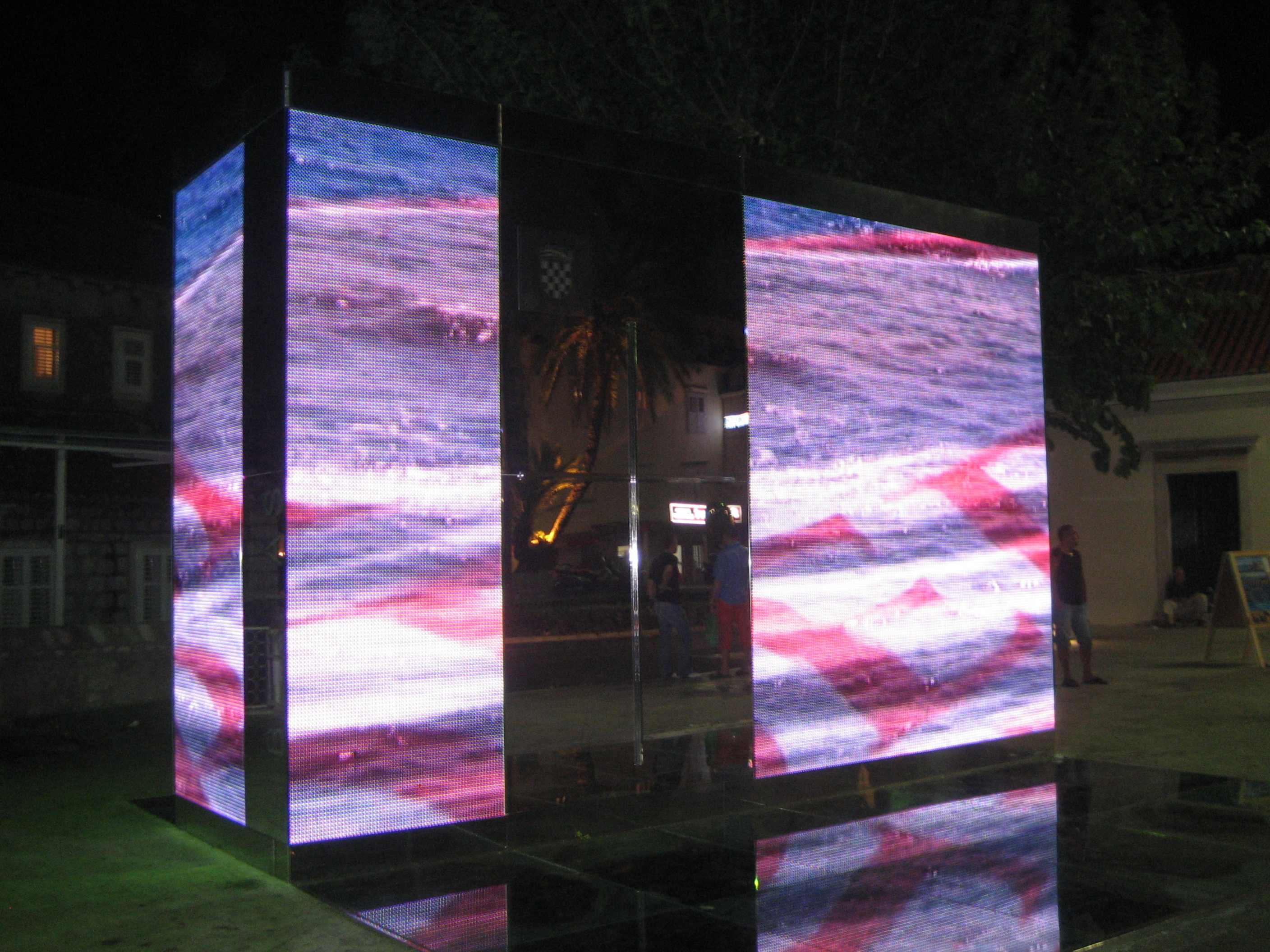
Multimediales Denkmal für die gefallenen Verteidiger von Dubrovnik

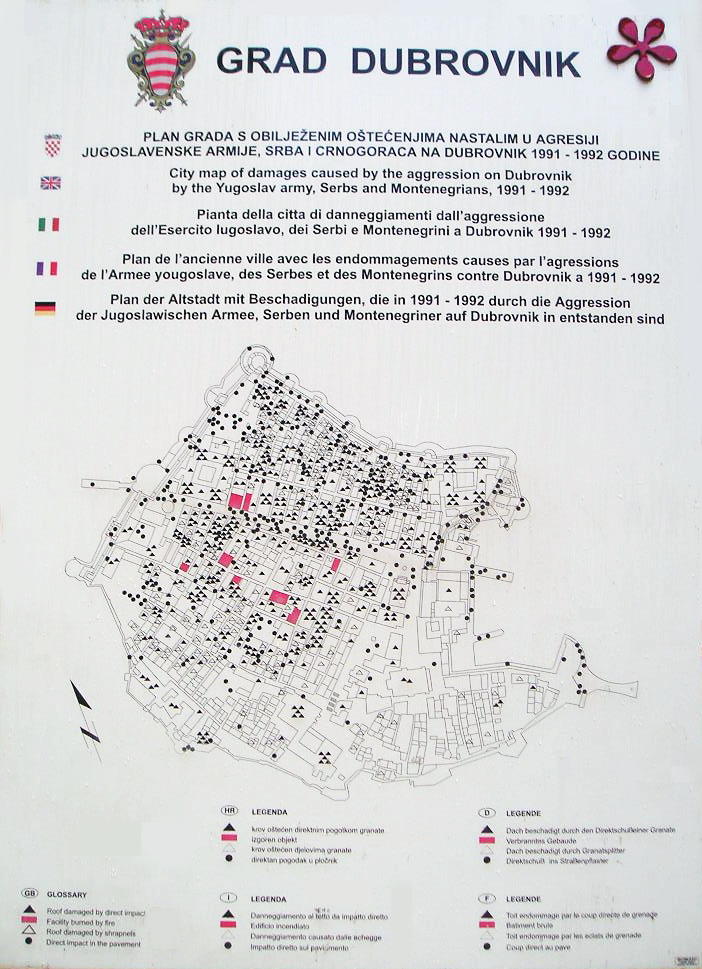
Schautafel über die Orte der Zerstörung in der Altstadt

## Kriegsfolgen
Im Stadtgebiet schlugen mehrere tausend Granaten ein und laut kroatischem Roten Kreuz kamen dabei insgesamt 114 Zivilisten und 200 Soldaten ums Leben. Da Dubrovnik selbst sowie die weitere Umgebung der Stadt schon seit 1971 völlig demilitarisiertes Gebiet und keinerlei militärische Anlagen, Depots, Kasernen, Radaranlagen o. ä. vorhanden ist, wird der Angriff auf Dubrovnik und das Umland als Kriegsverbrechen und Verstoß gegen die Genfer Konventionen bewertet, da rein zivile Objekte und Ziele angegriffen wurden.
Der Beschuss des UNESCO-Weltkulturerbes durch die JNA zog keinerlei nennenswerte internationale Konsequenzen nach sich. 33.000 kroatische Bewohner der südlich von Dubrovnik gelegenen Orte, die die Jugoslawische Armee zu jener Zeit eroberte, wurden vertrieben und deren Ortschaften geplündert. Der nahe Cavtat gelegene Flughafen Dubrovnik wurde ebenfalls geplündert und verwüstet. Insgesamt wurden 11.425 Gebäude zerstört oder beschädigt. Der materielle Sachschaden belief sich auf 245 Millionen Euro. Ebenso zerstört wurde der nahegelegene Touristenort Kupari.